# -77.82X-78.29
-77.82X-78.29 là đĩa mở rộng thứ hai của nhóm nhạc nữ Hàn Quốc Everglow. Album được phát hành vào ngày 21 tháng 9 năm 2020 bởi Yuehua Entertainment. Nó có sẵn trong hai phiên bản và bao gồm bốn bài hát, với "La Di Da" được phát hành làm đĩa đơn chính.

## Bối cảnh
Vào ngày 7 tháng 9 năm 2020, Yuehua Entertainment tiết lộ rằng Everglow sẽ phát hành mini-album thứ hai của họ mang tên -77.82X-78.29 vào ngày 21 tháng 9.
Hình ảnh concept được phát hành từ ngày 8 tháng 9 đến ngày 10 tháng 9. Danh sách theo dõi được phát hành vào ngày 11 tháng 9, tiết lộ bốn bài hát: ca khúc chủ đề "La Di Da", "Untouchable", "Gxxd Boy" và "No Good Reason"; Thành viên Everglow E: U cũng đã viết lời cho "La Di Da".
Teaser video âm nhạc cho "La Di Da" được phát hành vào ngày 16 tháng 9 và video âm nhạc đầy đủ vào ngày 21 tháng 9.

## Quảng bá
Everglow đã tổ chức một buổi giới thiệu trực tiếp vào ngày 21 tháng 9, nơi họ biểu diễn "La Di Da" và "Untouchable".
Nhóm này bắt đầu quảng bá cho đĩa đơn "La Di Da" vào ngày 24. Đầu tiên họ thực hiện dẫn đầu duy nhất trên Mnet 's M Countdown, tiếp theo là màn trình diễn trên KBS ' Music Bank, MBC Show! Music Core và SBS Inkigayo. Họ đã phá vỡ doanh số tuần đầu tiên với album bán được hơn 25.000 bản.

## Danh sách bài hát
| -77.82X-78.29 track listing | -77.82X-78.29 track listing | -77.82X-78.29 track listing | -77.82X-78.29 track listing                                                | -77.82X-78.29 track listing |
| STT                         | Nhan đề                     | Phổ lời                     | Phổ nhạc                                                                   | Thời lượng                  |
| --------------------------- | --------------------------- | --------------------------- | -------------------------------------------------------------------------- | --------------------------- |
| 1.                          | "La Di Da"                  | Lee Seuran, E:U             | Hayley Aitken, Olof Lindskog, Gavin Jones, 72                              | 3:30                        |
| 2.                          | "Untouchable"               | Lee Seuran, 72              | David Anthony, Nermin Harambasic, Anne Judith Wik, Ronny Svendsen          | 3:10                        |
| 3.                          | "Gxxd Boy"                  | JQ, Yoon Yeji, J14          | David Amber, Andy Love, Rebecca King, Dan Glashausser, Tom Glashausser     | 3:23                        |
| 4.                          | "No Good Reason"            | Kang Eunjung, 72            | Melanie Fontana, Michel "Lindgren" Schulz, James Abrahart, Storyboards, 72 | 3:36                        |

## Lịch sử phát hành
| Vùng          | Ngày                | Định dạng                | Nhà phân phối      |
| ------------- | ------------------- | ------------------------ | ------------------ |
| Nhiều khu vực | 21 tháng 9 năm 2020 | Tải nhạc Phát trực tuyến | Yuehua Stone Music |
| Hàn Quốc      | 21 tháng 9 năm 2020 | Tải nhạc Phát trực tuyến | Yuehua Stone Music |
| CD            | 21 tháng 9 năm 2020 |                          | Yuehua Stone Music |